# The Big Live
The Big Live is een liveshow-marathon van de jongerenzender JIM, die gedurende zeven dagen (168 uur) 24/24 wordt uitgezonden.

## Editie 1 (2009)
De eerste reeks begon in 2009. Toen werden er 4 vj's 168 uur opgesloten (7 dagen lang) en maakten ze onafgebroken televisie om beurten (meestal per 2). De eerste editie begon op zondag 1 november 2009 om 18 uur 's avonds en eindigde 168 uur later, op zondag 8 november om 18 uur 's avonds. Het werd dus tijdens de herfstvakantie uitgezonden.

## Editie 2: 'Total Control' (2010)
Editie 2 was ook in de herfstvakantie, op 31 oktober 2010 om 18 uur 's avonds begon men en het werd beeïndigd om 18 uur 's avonds op zondag 7 november 2010. Editie 2 stond ook bekend als The Big Live: Total Control. Tijdens deze editie konden de kijkers opdrachten geven aan de vj's die ze dan op televisie moesten uitvoeren. Ook werd er in die week een extra VJ aangenomen die door de kijkers zelf werd verkozen tijdens 'The Big Selection'.

## Editie 3: 'The Big Party' (2011)
In 2011 verhuisde JIM het hele The Big Live voor het eerst. De Howest te Kortrijk was een hele week het onderkomen voor 168 party. Ook nieuw in deze editie was dat de mensen gewoon op bezoek mochten komen naar de studio. Iedere dag tussen 13u en 19u kon men de studio bezoeken en van 20u tot 01u was er iedere avond een 'Big Party', die integraal werd uitgezonden op televisie. De editie liep van 30 oktober om 18u tot 6 november om 18u.

## Editie 4: (2012)
In 2012 verhuisde JIM weer een week op locatie. Dit keer naar Oostende. Weer voor 168 uur zenden ze 24/24 live de clips en concerten uit. Dit keer zitten ze niet echt opgesloten aangezien er 3 locaties zijn deze keer waar elke avond een DJ of artiest optreedt. Aangezien ze op elke locatie weleens te zien zijn, zitten ze niet echt meer opgesloten. De editie loopt van 28 oktober tot 4 november en is live te bekijken op Jim.be. Alle JIM-vj's deden mee tijdens deze editie.

## Editie 5: (2013)
In 2013 houdt het circus van The Big Live halt in Antwerpen. Vanop de Godefriduskaai in de schaduw van het MAS werd 170 uur live televisie gemaakt aan één stuk. The Big Live keert terug naar zijn basis met 4 vj's die opgesloten zitten en om beurt per 2 moeten presenteren. Sean, Eline, Vincent en Niko worden wel bijgestaan door Anke en Elisa die reportages maken vanop de workshops en optredens. De kijkers kunnen gratis naar The Big Live komen en kunnen deelnemen aan de workshops of genieten van de optredens en DJ-sets. De editie startte op zaterdag 26 oktober om 18u en eindigde op zaterdag 2 november om 19u.